# Florence Cook
Florence Eliza Cook (Cobham, comtat de Kent, 3 de juny de 1856 - Londres, 22 d'abril de 1904) va ser un mèdium anglesa famosa per ser la primera britànica que va aconseguir una "materialització total" fent aflorar un esperit que es deia "Katie King". S'han proposat diverses hipòtesis per explicar els fenòmens al voltant d'aquesta materialització, de la simple estafa a la seva realitat passant per un trastorn de personalitat múltiple.
Procedent d'una família de classe mitjana, va descobrir les seves "capacitats de mèdium" als catorze anys. Després va treballar amb altres mèdiums per aprendre a controlar-les. Aviat es va especialitzar en la materialització d'esperits. A poc a poc, va fer aparèixer "Katie King", al començament només la cara i més tard, la primavera de 1873, la "totalitat" de l'esperit. Jove i bonica, es va convertir ràpidament en una estrella del món de l'espiritisme. Les seves sessions, veritables espectacles, van atreure un gran públic. Es va convertir inicialment en la protegida de Charles Blackburn, que va ser un veritable gestor de la seva carrera, i després del científic William Crookes amb qui va participar en experiments destinats a comprendre els fenòmens psíquics.
Es va retirar com a mèdium el maig de 1874 durant una sessió on "Katie King" es va acomiadar de l'escena espiritualista. Florence Cook es va casar llavors amb Edward Elgie Corner, un veí i amic de la família. El matrimoni no va ser feliç. Els problemes financers van fer que Cook tornés als escenaris. El 1880, durant una sessió, va ser desemmascarada. Alguns espectadors van revelar que ella mateixa interpretava el paper de l'esperit materialitzat. Després d'un últim intent fallit de recuperar el seu èxit de vint anys enrere, va morir de pneumònia a casa seva, en relativa pobresa.

## Família
Florence Cook va ser la gran dels quatre fills d'Henry Cook, un tipògraf, i de la seva dona Emma Till. Va tenir un germà (Henry Ridsdale Macdonald) i dues germanes (Kate Selina i Edith Harriett). El 1859 la família es va traslladar a Dalston, al barri londinenc de Hackney. Henry Cook era propietari de la casa familiar que sembla haver estat relativament còmoda. A més, la família tenia almenys una minyona. Aquests tres elements, propietaris de la seva casa amb una persona de servei, així com el treball manual, van situar la família Cook en algun lloc de la línia canviant entre la classe mitjana i l'"aristocràcia obrera". A més, diversos estudis científics i universitaris han demostrat que les "capacitats de mèdium" es manifesten més sovint en persones d'un entorn social inferior, amb un mínim d'estudis i sobretot un ressentiment molt fort vinculat a una incapacitat de control de la pròpia vida. Florence Cook, una dona jove de classe mitjana baixa, aparentment havia rebut una certa educació, però sense més futur que el de quedar-se confinada pel matrimoni i pels fills. A més, la seva germana petita, Kate Selina, també tenia suposades capacitats de mèdium.
El 29 d'abril de 1874, Florence Cook es va casar en secret amb Edward Elgie Corner (mort el 1928), fill d'una família de Dalston d'amics dels Cooks, on de vegades es feien sessions d'espiritisme. Després de casar-se va reduir considerablement la seva carrera de mèdium, tot i que només de manera temporal. Van tenir dos fills: Kate i Edith. El matrimoni no va ser feliç, però no és segur que la llarga carrera com a mariner del marit hi tingués res a veure. Els rumors d'una aventura entre Florence Cook i William Crookes, en canvi, podrien haver tingut un efecte perjudicial en la parella.

## Els mèdiums
El 1848, les germanes Leah, Margaret i Kate Fox havien provocat el fenomen de l'espiritisme anglosaxó modern en entrar en comunicació amb l'esperit del senyor Splitfoot que embruixava la casa on havia estat assassinat, aquella on vivien les germanes i la seva família. Els mitjans de comunicació van parlar dels cops que ressonaven als murs de la casa El fenomen va agafar impuls primer als Estats Units i després va creuar l'Atlàntic. També es va transformar: els cops anaven seguits de repics dels peus de taules i després de taules que giraven. A continuació, els mobles es movien per l'habitació o d'una habitació a una altra. Les hipòtesis plantejades aleshores pels mèdiums i els que creien en els fenòmens eren que totes aquestes manifestacions es devien a la intervenció dels esperits, per a alguns es tractava d'esperits de persones difuntes, per a altres d'àngels, fins i tot de dimonis. Molt ràpidament el públic ja no va quedar satisfet amb aquests moviments de mobles. Per als seguidors de l'espiritisme, els esperits van fer el següent pas: la materialització d'objectes, sovint flors, que apareixen del no-res. Les comunicacions es van fer més fàcils de rebre i de llegir, sigui en forma de psicografia o amb textos que apareixien a les pissarres. El següent pas va començar de nou als Estats Units d'Amèrica: els esperits haurien acceptat mostrar-se, materialitzar-se. Els mèdiums més hàbils (inclosa Kate Fox) van afirmar que aconseguien que una ment prengués forma material. Aquests mèdiums entraven en tràngol en el secret d'una cabina fosca, on quedaven amagats de la vista del públic. Llavors els mèdiums en tràngol produïen, segons ells gràcies a la seva energia psíquica, una forma corporal que permetia que la ment fos vista pel públic. A finals de la dècada del 1860, aquest fenomen era prerrogativa dels mèdiums estatunidencs que, d'aquesta manera, feien una competència molt forta als britànics.

### Formació de mèdium
Hi ha dues versions sobre com es van desenvolupar els suposats talents psíquics de Florence Cook: d'una banda, el diari íntim de la senyora Everett, una mèdium que Florence va freqüentar més tard, i de l'altra dues entrevistes contradictòries amb Florence Cook a les revistes espiritistes The Spiritualist el 1872 i Light el 1894. Segons una primera versió, en fer Florence Cook els catorze anys, l'any 1870, va començar a queixar-se de diverses malalties: no se sentia mai del tot desperta, queia sovint en un estat de son vora el tràngol i cridava histèricament si es despertava sobtadament. La seva mare, desesperada, va acabar seguint el consell d'un amic, potser del veí Thomas Blyton, secretari de l'Associació d'Espiritistes de Dalston, en portar-la a aquest cercle espiritista per ajudar-la a canalitzar els seus poders. Segons una altra versió, més romàntica i característica de les autobiografies dels mèdiums, Florence Cook hauria començat, encara al voltant dels catorze anys, sessions d'espiritisme a casa seva, amb els seus pares i una companya de classe. Durant les seves sessions, un esperit li hauria anunciat que tenia un gran destí com a mèdium i li hauria donat l'adreça del cercle espiritista local. En una darrera versió, encara més romàntica, sempre a la mateixa edat, un esperit li hauria ordenat que anés al cercle espiritista local. La malaltia nerviosa és una característica recurrent de les biografies de les dones mèdiums, gairebé obligatori, dissenyat com a gran neteja abans de l'arribada dels dons de mèdium.

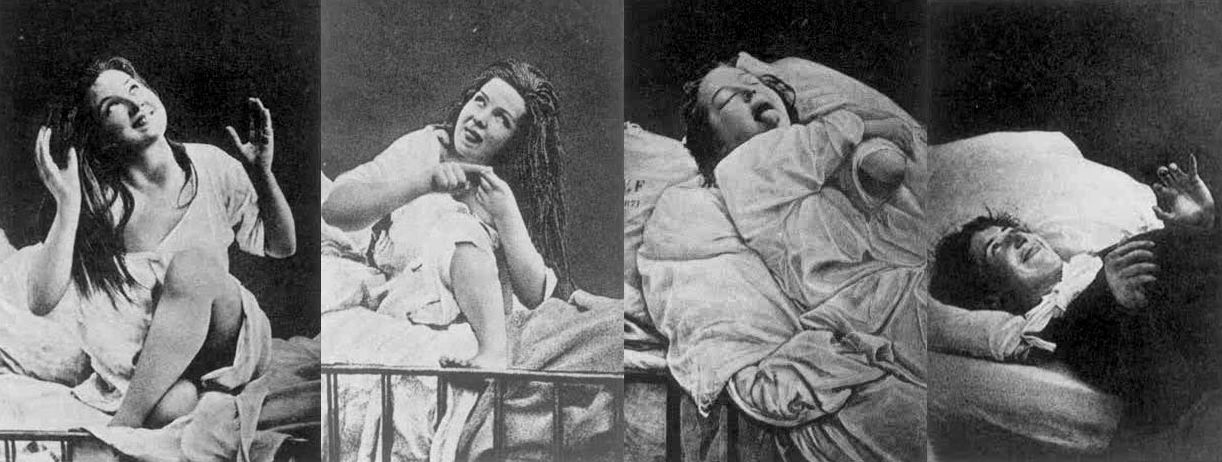
Histèriques sota hipnosi a la Salpêtrière (1876-1880).

La integració a una societat espiritualista no era pas una de les pitjors coses que li podien passar a una dona jove víctima durant la pubertat d'aquest tipus de fenòmens. Si la família i els metges hi haguessin decidit que la jove, per les seves al·lucinacions auditives i visuals, patia d'histèria llavors l'haurien abocat a anys de dolorosos tractaments. Quan Florence es va unir a l'Associació d'Espiritistes de Dalston, feia cinc anys que existia aquesta associació i era relativament florent. La participació de Florence Cook en sessions setmanals sembla que li va fer molt bé mentalment. El cercle espiritualista es va comprometre llavors a ensenyar-li a dominar els seus poders per tal que no la superessin. Florence Cook va fer un progrés molt ràpid.
El juny de 1871, Thomas Blyton informava a la comunitat espiritista, a través d'un article al Spiritualist, l'existència d'una jove mèdium prometedora. De fet, sembla que Florence estava més enllà de les possibilitats de formació de l'Associació d'Espiritistes de Dalston i que Blyton estava buscant altres mestres per a ella. En aquell moment, els psíquics Charles Williams (que vivia a Hackney i potser era ja un conegut de la família Cook) i Frank Herne havien aconseguit materialitzacions del rostre d'un esperit. Va ser per això que Florence va continuar la seva formació amb ells. Els dos homes tenien per esperit principal (el que més es manifestava durant les seves sessions, fins i tot qui controlava el seu progrés) a "Katie King". "Joan King" va ser un dels esperits principals del segle xix. Es deia que era la ment d'un bucaner anomenat Sir Henry Owen Morgan. Dos "Katie King" estaven relacionats amb ell: la seva dona, esperit principal de Herne i Williams, i la seva filla, que es convertiria en l'esperit principal de Florence Cook. Dos mèdiums estatunidencs, Nelson Holmes i la seva dona, també van tenir "Joan King" com a esperit principal. Van participar en la formació de Florence Cook, animant-la a establir una relació especial amb "Katie King". De seguida Florence Cook es va especialitzar en les materialitzacions, amb l'ajuda de "Katie King" qui, molt ràpidament també, li va proposar instal·lar-se en una cabina fosca. Aquesta instal·lació (de vegades reduïda a una simple cortina) ocultava el mèdium de la visió del seu públic i el seu ús estava molt estès en el món dels mèdiums de l'època. Aquest ocultament del mèdium es va fer cada cop més controvertit, però encara no ho era en els primers anys d'activitat de Florence Cook. El matrimoni Holmes i Charles Williams van ser més tard denunciats com a impostors a causa de l'ús d'aquestes cabines fosques.

### Èxit

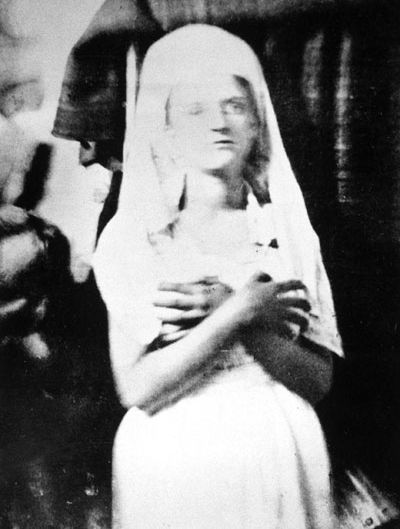
"Katie King".

Florence Cook tenia quinze anys quan va començar a materialitzar el rostre de "Katie King" a l'interstici de les cortines de la seva cabina fosca. Inicialment, era estàtic i va aparèixer "sense vida", amb els ulls demacrats. A poc a poc, va aconseguir animar-lo, sobretot gràcies, segons ella afirmava, al bon humor que va poder regnar entre els participants de la sessió. A l'inici de cadascuna de les seves sessions, Florence animava el seu públic a cantar o a fer bromes durant la sessió per mantenir aquell ambient de bon humor que li era necessari. Com, a més, ella no s'havia especialitzat en comunicació amb els familiars desapareguts dels espectadors assistents, l'ambient no va ser mai pesat a les seves sessions, la qual cosa va constituir un atractiu definitiu. Un altre atractiu va ser la bellesa pubescent de la jove mèdium. Poc a poc, les materialitzacions van millorar: primer una cara amb els ulls buits, després una cara animada, més tard unes mans i per fi uns braços van aparèixer a l'obertura de la cortina que tancava la cabina fosca. Aleshores es va identificar la cara com la de "Katie King" i aquesta presència es va convertir en una part habitual de les sessions de Florence Cook.
La cabina fosca va tenir un paper molt important en la posada en escena de les sessions de Cook. Ella va afirmar que, com altres mèdiums de l'època, necessitava la solitud, la calma i la foscor d'aquesta cabina per produir les seves materialitzacions. Va aconseguir transformar en un actiu per a les seves sessions els dubtes que envoltaven el que podia passar lluny dels ulls dels espectadors. De fet, podríem acusar-la (com podríem acusar tots els mèdiums) d'utilitzar el secret de la cabina fosca per elaborar una posada en escena que permetés obtenir una materialització fraudulenta. Per tal d'apaivagar les crítiques potencials, ja el maig de 1873 va acceptar un control extern: abans de la sessió es retirava amb una matrona a un dormitori i es deixava escorcollar. A la cabina fosca, Florence era controlada pels participants a la sessió: les mans lligades a l'esquena, inicialment amb una corda i després amb cotó, amb els nusos segellats amb cera, de manera que el fil es trenqués fàcilment en cas de fer algun moviment. De vegades es lligava tot el cos i el públic agafava l'extrem de la corda. Florence Cook fins i tot va acceptar més tard connectar-se a un galvanòmetre que enregistrés el més petit dels seus moviments. D'aquesta manera no es podia sospitar de frau. Molt ràpidament, tots els mèdiums van ser sotmesos a aquest tipus de verificació. Com més nombrosos i millors eren aquests controls, menys espectaculars eren les actuacions. La millor verificació possible era veure alhora Florence Cook i "Katie King". La regla era que el mèdium, per la seva seguretat i la qualitat de la seva actuació, romangués a les fosques. En el cas de Florence Cook, quan “Katie King" era visible, es podia aixecar la cortina i veure el cos de la mèdium, però la seva cara quedava amagada per un vel, i mentre es podia veure el rostre de la mèdium llavors "Katie King" no es manifestava. La mèdium i l'aparició eren força similars físicament, excepte pel color del cabell. Sembla que en una o dues ocasions la pell de "Katie King" era negre.
L'èxit de "Katie King" i, per tant, de Florence Cook, va seguir creixent. Van atreure cada cop més espectadors, sobretot quan "Katie King" acceptava mostrar-se a plena llum; fins i tot va acceptar que li fessin una foto. Les demostracions de les sessions dels mèdiums competidors es feien en semifoscor, la qual cosa minvava el seu interès. Entre els competidors que amenaçaven la posició estrella de Florence Cook hi havia la seva germana de tretze anys, Kate Selina. Tanmateix, una nouvinguda en les pràctiques de materialització va passar al primer pla: Mary Rosina Showers, de setze anys, que era més bonica que Florence Cook. La Cook va patir llavors diversos atacs "psíquics": els objectes que li pertanyien desapareixien i certs "esperits malignes" apareixien convidats a les seves sessions. A més, "Katie King" demanava en els seus missatges als propers a Cook, que vigilessin la mèdium. Cook no tenia cap altra solució per mantenir l'interès que fer-ho millor, més espectacular que els seus rivals.

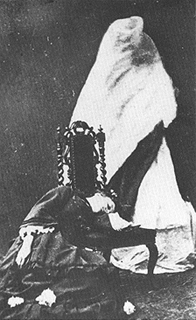
"Katie King" sorgint de Florence Cook, recolzada a una cadira.

La primavera de 1873, Cook va fer la primera materialització completa a la Gran Bretanya. Aquell vespre, la posada en escena va romandre igual. La mèdium, vestida amb un vestit negre voluminós, va ser lligada a la cabina fosca. Es van córrer les cortines, amagant la cabina, i després d'un període de concentració, van ser apartades per una dona jove, vestida a l'estil antic amb un vel blanc clar, braços i peus nus, mentre al fons es veia el cos de la mèdium. "Katie King" llavors va fer uns quants passos per l'habitació, com una estàtua, va dir unes paraules i es va retirar a la cabina fosca. Pocs minuts més tard, els espectadors van apartar les cortines i van poder veure Florence Cook, vestida amb el seu vestit negre, els peus calçats amb botes i encara lligada, amb els segells de les cordes sense trencar. Va ser el cop de teatre que definitivament va conmsolidar la seva reputació. "Creients" i "no creients" es disputaven, mitjançant generoses donacions, tenir el privilegi d'assistir a una de les seves sessions. L'espiritista Lady Caithness, el seu marit i el seu fill o Lord Arthur Russell (net de Lord John Russell) hi van assistir. A la jove li van oferir sopars a la ciutat, creuers en iots o viatges a París. "Katie King" havia fet una estrella de Florence Cook.

### Respectabilitat victoriana
El 1872, Florence Cook va trobar feina com a mestra en una escola per a noies del seu barri de Londres, la qual cosa demostra que havia rebut una mínima d'educació. La directora, però, li va fer entendre el gener de 1873 que no podia continuar ensenyant i practicant l'espiritisme. L'espiritista de Manchester Charles Blackburn, que finançava la publicació de l'Espiritista i les activitats de Frank Herne, li va oferir llavors el seu suport econòmic. Va proposar pagar a la seva família la suma corresponent al que podia rebre un pastor en l'exercici de les seves funcions. A canvi, només demanava un dret de control de les seves activitats com a mèdium, un lloc privilegiat durant les sessions i la possibilitat de freqüentar la jove tant com volgués. També es va convertir més o menys en el seu agent artístic. Així, Florence va poder seguir sent una mèdium privada que no exercia els seus dons en públic per diners. També es va mantenir a l'àmbit privat, és a dir, domèstic, romanent a casa, com qualsevol dona victoriana respectable. Florence Cook no va ser l'única mèdium del segle xix en aprofitar aquest tipus d'arranjament, aquest també va ser el cas de Kate Fox, la fundadora del fenomen espiritista. El fet que el finançament vingués d'un home ric que mantenia una jove mèdium podria prestar-se a la xafarderia. Finalment, quan un públic nombrós s'apropava per assistir, de vegades de pagament, a les sessions, l'aspecte privat tendia a diluir-se en una actuació pública. Malgrat tot, l'activitat com a mèdium de Florence Cook i dels seus competidors es va mantenir, als ulls dels victorians, respectable i tant més respectable perquè, a diferència d'alguns d'ells (sovint els d'origen més pobre) que actuaven en públic, ella es va mantenir en el marc domèstic.

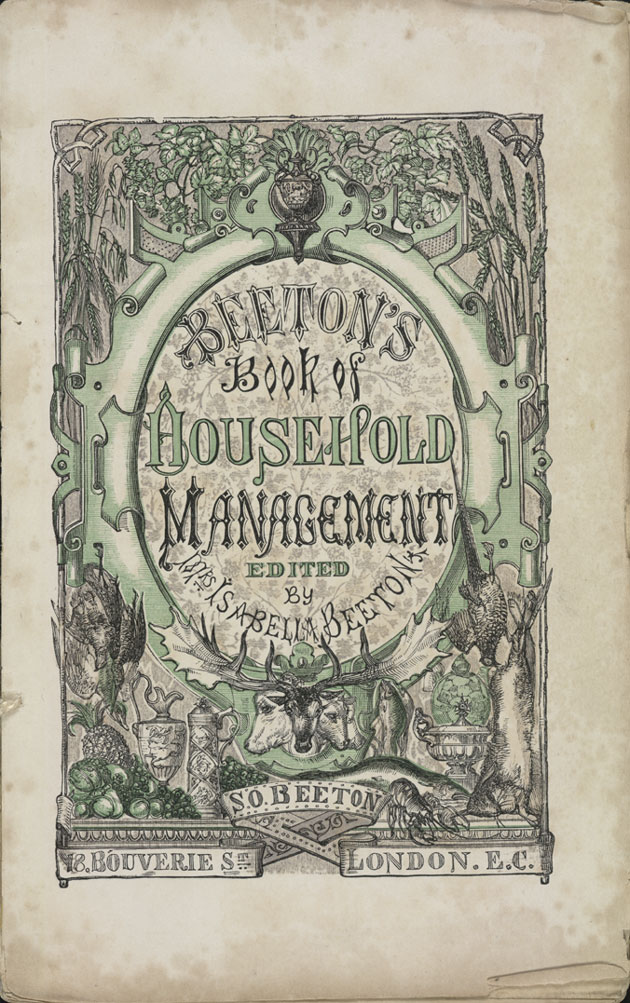
Portada del Llibre de gestió domèstica de la senyora Beeton, el llibre de consells per a les dones ideals victorianes.

De fet, llavors calia trobar un lloc respectable a una sèrie de joves dones victorianes. El cens de 1851 va revelar un problema de les dones: hi havia més dones que homes a Gran Bretanya, així que no totes podien arribar a ser el que la societat esperava d'elles, que fossin mestresses de casa, mantingudes i protegides per un home. A més, en aquella època el desenvolupament de l'educació femenina havia preparat dones joves, però no totes podien arribar a ser governantes d'una llar, un tipus de feina molt habitual per a les dones educades de la classe mitjana. Els anys 1860-1870 van veure un fort augment de les noves feines femenines, més enllà de les d'infermeres i de mestres: oficinistes o secretaries. L'augment del nombre de dones joves mèdiums va seguir un patró similar. A més, la renovació religiosa, sota la influència del moviment evangèlic, com el metodisme, va significar una participació en entorns espirituals més important a les dones, algunes fins i tot podien predicar. Que una mèdium que interpretava els discursos morals dels esperits superiors també prediqués la paraula divina no era fonamentalment impactant. El missatge principal que van portar els mèdiums va ser la confirmació de la supervivència de l'ànima, base de moltes religions. En el cas de Florence Cook, en tenien proves materials, tangibles (amb restriccions) gairebé científiques, de l'existència de l'ànima.
A més, la mèdium es va mantenir en el seu paper femení, ben definit per la societat i la moral: era un depositari, una custòdia, passiva, abandonant tota identitat individual en nom de la moral superior. El missatge que acabava de transmetre podia tenir un efecte moral d'elevació, de la mateixa manera que el paper de la dona de ser la guardiana de la influència positiva de la moral a la llar. La majoria de les sessions es feien en el recinte protegit del vestíbul. Tanmateix, el mateix paper de mèdium donava, paradoxalment per un actor passiu, un poder molt gran a aquestes joves: sense elles no hi havia missatge. La seva submissió, d'acord amb la moral victoriana, va ser la base per a la seva presa del poder i després el seu accés al reconeixement social. Dins el marc domèstic, tenien accés a la vida pública.

### Èxit i gelosia

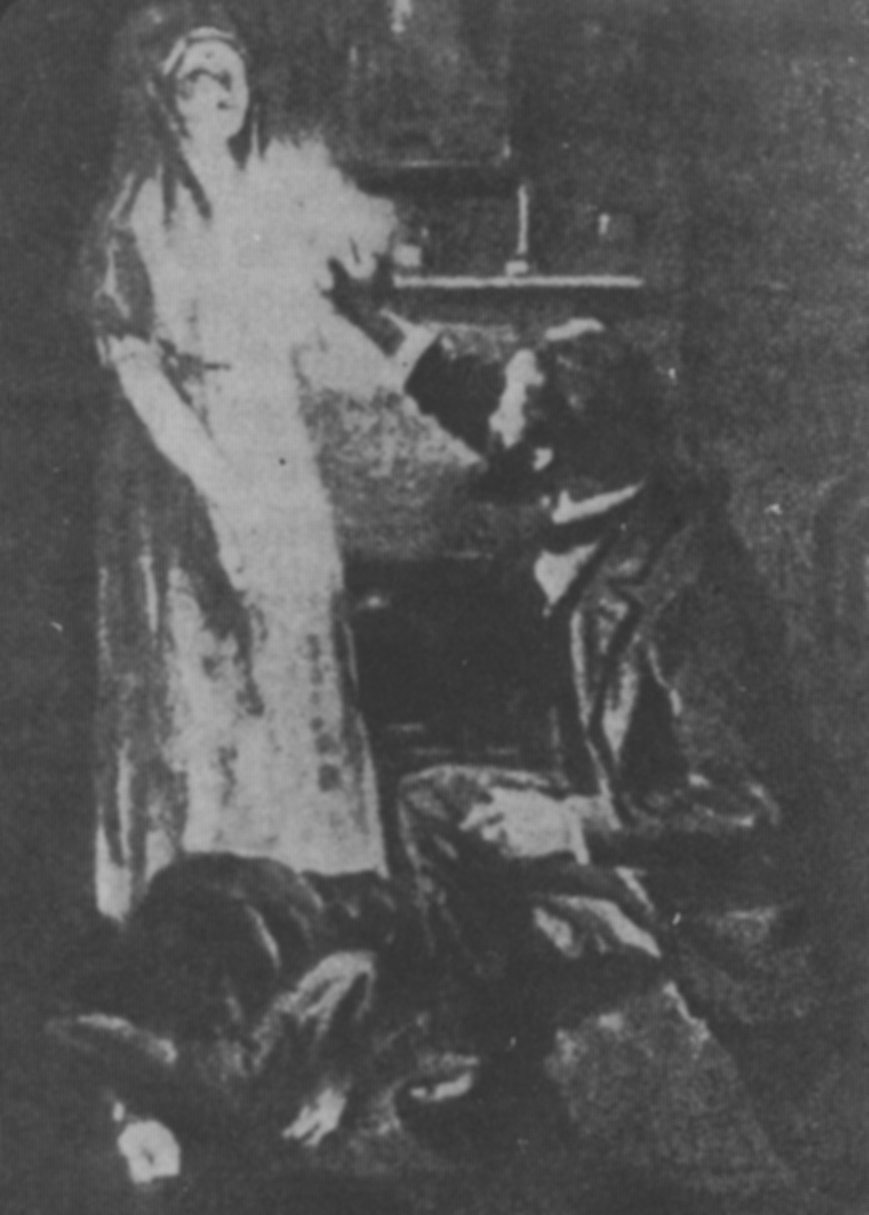
"Katie King", Florence Cook (al terra) i William Crookes.

A principis de la dècada del 1870, les dues princeses del món espiritista eren, sens dubte, les dues joves de setze anys Florence Cook i Mary Rosina Showers. La segona tenia l'avantatge de provenir d'una família de classe mitjana alta i de tenir la fortuna del seu pare, un coronel retirat que es dedicava al cultiu del cotó a l'Índia, la qual cosa li permetia exercir el seu talent en l'esfera privada. Les dues joves es van fer amigues. Van fer sessions simultànies, cadascuna materialitzant el seu esperit principal: "Katie King", d'una banda, i "Florence Maple", de l'altra, que es passejaven entre els espectadors o feien voltes. Aquest darrer aspecte recurrent a casa de Florence Cook va ser un dels seus distintius i un dels elements del seu èxit. Durant una sessió, "Katie King" va cobrir Thomas Blyton amb unes estovalles abans d'amuntegar instruments musicals al seu cap, per a deliri de la resta del públic.
El 9 de desembre de 19873, Florence Cook i "Katie King" van ser víctimes d'un atac procedent d'una competidora gelosa. La senyora Guppy, una mèdium de la generació anterior, va intentar desacreditar la seva jove i bonica rival. La senyora Guppy havia caigut en la categoria de les matrones, dones dona madures de la dècada anterior. Havia estat especialitzada en "aportacions" (principalment flors) i també havia estat capaç de levitar. Durant una sessió de Florence Cook a Hackney, un famós espiritista i habitual de les sessions, el Sr. Volckman (que es casaria amb la senyora Guppy uns anys més tard després de la mort del marit d'ella), es va aixecar de la cadira d'espectador, agafant "Katie King" pel canell i amb un moviment de cames va intentar fer-la caure. Immediatament, les poques llums es van apagar i dos espectadors, entre ells Edward Elgie Corner, el futur marit de Florence Cook, es van precipitar en ajuda de l'esperit materialitzat. Volckman va ser aturat (amb tal força que li van treure la meitat del bigoti) i va ser expulsat, mentre que la pobra "Katie" va ser portada de tornada a la cabina fosca, on cinc minuts més tard es va deixar veure Florence Cook, degudament lligada però en un estat d'angoixa nerviosa extrema. Atacar un esperit materialitzat era un dels tabús definitius de l'espiritisme. Volckman va ser anatematitzat per tota la comunitat, principalment a la revista Spiritualist, una revista finançada per Charles Blackburn, agent i mecenes de Florence Cook.

### Subtext eròtic
Florence Cook va trigar algunes setmanes a recuperar-se. Aleshores va esdevenir més sovint la diana dels atacs dels esperits malignes, com quan estava en competència directa amb la seva germana petita o amb Mary Rosina Showers. Semblava que al llarg de la seva carrera havia estat embruixada per un esperit que es deia a si mateix "el diable", les aparicions del qual eren més fortes quan Florence es trobava en més dificultats. Aquesta presència va ser verificada el 1872 pel doctor Purdon, que estava estudiant Florence Cook a casa seva a l'illa de Wight; el 1873, ho va ser també per William Stainton Moses; el 1874, William Crookes també el va veure i va intentar exorcitzar-lo. "El diable" es va comunicar verbalment i va anunciar regularment la seva voluntat de desfer tota la feina positiva de "Katie King". Semblaria que el seu vocabulari era molt impactant en boca d'una jove innocent.
Per als espiritistes, la irrupció d'aquest tipus d'esperits malignes s'explicava per la seva existència a l'altre món i pel fet que els mèdiums eren passius. D'altra banda, els metges havien observat comentaris grollers i obertament sexuals en dones joves histèriques. Aquest tipus de discurs podria ser una mena d'alliberament per als intel·lectuals reprimits per la moral victoriana. De totes maneres, els espectadors toleraven més d'un esperit materialitzat que d'una jove respectable. Els esperits, com la posada en escena de les sessions, emanaven una sexualitat subtil. Les mèdiums es lliuraven completament a una possessió. Eren receptacles passius que activaven els esperits. De fet, van erotitzar el seu paper com a dones victorianes que, un cop casades, van ser sotmeses a la possessió sexual dels seus marits per tal de tenir descendència.
Els vels vaporosos de "Katie King" s'afegien a crear un cert ambient, suggerint, deixant suposar, però sense mostrar mai res. En algunes circumstàncies selectes, com la seva última aparició a l'escenari, "Katie King" va permetre als espectadors privilegiats que la toquessin (altres esperits materialitzats feien el mateix en aquella època). Charles Blackburn va poder fer-li un petó a la galta. Florence Marryat evocava així en un article a Spiritualist del 29 de maig de 1874 com va tenir la possibilitat i l'honor de tocar el cos nu d'un esperit, el de "Katie King": "una força psíquica molt semblant a la d'una dona". Una de les justificacions de les autoritzacions donades per tocar els esperits va ser la de permetre així la verificació de la "materialització total". Una altra justificació va ser la de comprovar si hi havia l'absència de cotilla i roba interior, que es jutjaven, principalment la cotilla, totalment incompatibles amb l'existència immaterial de l'esperit. La manca de cotilla i de roba interior també va ser una prova més que la mèdium, que les portava, no estava cometent frau. A més, l'aspecte sexual podria ser més directe: "Katie King" de vegades era força seductora amb els espectadors masculins a les seves sessions. Els controls corporals, certament per part de matrones, abans de les sessions, havien estat un hàbit instituït per Florence Cook. També sembla que les comprovacions de William Crookes van ser encara més exhaustives.
Altres dones mèdium feien aparèixer homes que podien ser molt emprenedors o agressius amb els espectadors. Aquest tipus de situació, una dona que propiciava l'aparició d'un home en el context d'una actuació amb connotacions sexuals, era coneguda pels participants a les sessions i va ser un dels elements preponderants de la pantomima nadalenca. Finalment, els discursos obertament sexuals i vulgars d'una ment masculina, "el diable", a casa de Florence Cook o el toc permès a "Katie King" es van afegir al mateix fenomen d'intent de subversió de la moral establerta, en el marc respectable de la sessió d'espiritisme d'àmbit privat. En aquest context, aquestes joves, reprimides per la moral social, podien expressar algunes de les seves frustracions.

### Treballs de William Crookes

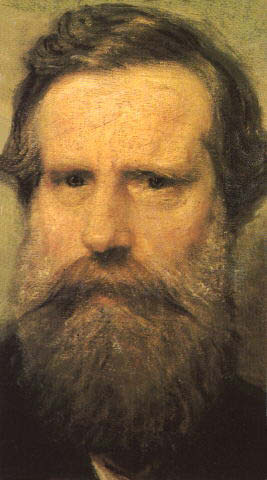
William Crookes

Al començament de l'any 1874, va ser el torn del científic i futur president de la Royal Society, William Crookes, de prendre Florence Cook sota la seva tutela. Mai va dubtar de la realitat de les capacitats de la seva protegida.
El treball de William Crookes a la primera meitat de la dècada del 1870 va tenir un impacte almenys tan gran (si no més gran) que els que li van permetre descobrir el tal·li el 1861 o els dels raigs catòdics. Els seus estudis sobre els fenòmens psíquics van despertar debats entre partidaris i opositors de l'espiritisme, però també entre científics i més tard entre historiadors. Va dur a terme una sèrie de sessions els anys 1874-1875 a la biblioteca de casa seva a Regent's Park, a Londres, on hi era sol amb la jove mèdium. Va afirmar haver vist alhora la mèdium i "Katie King" i haver pogut tocar i fer fotos de l'esperit materialitzat en nombroses ocasions. Va imaginar diversos mecanismes impossibles d'enganyar segons ell. Va muntar una bateria de càmeres per controlar les manifestacions de "Katie King". Al mateix temps, tancava Florence Cook en un galvanòmetre: no es podia moure sense modificar la circulació elèctrica, que es va registrar. Les materialitzacions acabaven sempre apareixent. Els experiments es van dur a terme amb Florence Cook i Mary Rosina Showers al mateix temps, per tant amb al mateix temps "Katie King" i "Florence Maple". William Crookes estava convençut de la realitat dels fenòmens que va presenciar. Sempre va afirmar el seu suport a Florence Cook, fins i tot després que Mary Rosina Showers fos desemmascarada el 1874 i sorgís la qüestió de com "Katie King" podia haver estat un veritable esperit materialitzat sabent-hi que "Florence Maple" era Mary Rosina Showers disfressada?
No obstant això, William Crookes no va deixar cap informe complet i detallat del seu treball, limitant-se a la difusió de les seves troballes al Quaterly Journal of Science i la revista Spiritualist. Considerava que la seva reputació com a científic hauria de ser suficient per fer-hi confiança. Així, no va difondre cap de les quaranta-quatre fotografies que suposadament va fer de l'esperit materialitzat. A més, les plaques van ser destruïdes a la seva mort el 1919. Les poques imatges que han sobreviscut són les que va enviar a uns quants amics. Són de molt mala qualitat i no demostren res, llevat que la mèdium i l'esperit tenien una certa semblança. També semblaria que "Katie King" es va fer càrrec de les operacions durant el treball amb Crookes però també durant les sessions públiques que llavors oferia. Va acordar amb el científic l'elecció dels espectadors i el seu lloc a la sala. Tot això va desacreditar els experiments de Crookes amb Florence Cook / "Katie King", mentre que els experiments amb Daniel Dunglas Home eren més científics i metòdics. També hi havia rumors de relacions inadequades entre la mèdium i el científic.

### Relació ambigua amb William Crookes

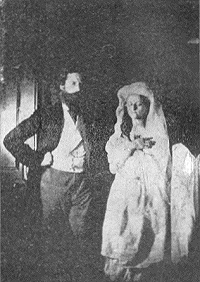
"Katie King" i William Crookes

Se sospitava d'un vincle entre la mèdium i el científic perquè aquest últim era molt possessiu (li agradava controlar tota la sessió), però també molt sincer i càndid en les seves descripcions de les seves relacions. Va confessar que li agradava tocar i agafar l'esperit en braços: 
| « | Vaig sentir com si tingués una dona a prop meu. Li vaig demanar permís per fer-li una abraçada. […] El “fantasma” […] és un ésser tan material com la mateixa Miss Cook | » |

Aquestes paraules les va escriure en una carta l'abril de 1874 a la Spiritualist. Més tard, Crookes va dir a Charles Carleton Massey sobre les sessions a casa seva que l'esperit li va permetre que l'agafés en braços, però li va suplicar que no abusés d'ella. El 1949, Francis Anderson, que va dir que havia estat l'amant de Florence Cook el 1893, va declarar que la mèdium li havia dit que havia tingut una aventura amb William Crookes la tardor de 1874, durant una estada al continent. El poeta Jules Bois, va donar un testimoni semblant poc abans de la seva mort. Ja el 1875, la mare de Mary Rosina Showers havia fet circular un rumor sobre una relació inadequada entre la seva filla i el científic. Crook es va defensar argumentant que la senyora Showers era qui havia escrit les "notes d'amor", que havia mostrat per demostrar la relació.
Aquestes sospites i rumors, en el seu moment i en els anys següents, van desacreditar l'obra de William Crookes, que fins i tot tenia fama de ser un "don Juan" (va utilitzar fragments del Don Juan de Lord Byron en un dels seus articles sobre Florence Cook a The Spiritualist). La seva actitud es considerava indigna d'un membre de la Royal Society i d'un home casat. La seva dona, Ellen Crookes, mare dels seus deu fills, li va donar un suport incondicional, afirmant estar al corrent de tot el que passava durant les sessions experimentals.

### Fi de la seva carrera
El 21 de maig de 1874, “Katie King" va dir el seu adeu oficial al seu públic en una darrera i, segons els relats dels assistents, "moguda" sessió. Va sorgir de la cabina fosca tota vestida de blanc, amb els cabells solts. Dos dels seus principals admiradors van poder oferir-li rams de flors. Els va estendre en cercle al seu voltant mentre s'asseia a terra. Aleshores, va començar a tallar-se els cabells i trossos del seu vestit blanc per oferir-los com a record al seu públic abans de recrear màgicament el teixit que faltava. Aleshores, del braç de William Crookes, va caminar per l'habitació i es va acomiadar de tothom amb afecte. Va tornar rere la cortina, va saludar al seu públic una última vegada i va desaparèixer definitivament de l'escena.
Arran del matrimoni de Cook amb Edward Elgie Corner l'abril de 1874, el marit li va prohibir seguir la seva carrera de mèdium, seguint el model de la parella victoriana: la dona s'havia d'allotjar a la casa on era mantinguda pel seu marit que era qui sortia a enfrontar-se al món. Tanmateix, finalment va haver de concedir a la seva dona l'autorització per reprendre les seves activitats de mèdium quan Florence va tornar a estar, com a l'adolescència, afligida per una malaltia nerviosa. Dona reduïda legalment pel matrimoni a l'equivalent d'un infant, va tornar a patir la malaltia que l'havia afectat a la pubertat, en aquest moment del pas de l'estat de fill a l'estat d'esposa. La malaltia va ser, en tots dos casos, la clau per accedir a una forma de llibertat expressada aleshores per la funció de mèdium. Així, Florence va començar a oferir unes quantes sessions privades, sempre en l'àmbit domèstic, com havia de ser per una dona victoriana casada. Va tornar a acceptar sotmetre's a experiments científics la tardor de 1879. Eren dirigits per Frederic Myers que va fundar la Society for Psychical Research uns anys més tard. Aquests experiments no van ser concloents. Tanmateix, la carrera de Florence va experimentar un cert eclipsi durant el seu matrimoni. Amb molts problemes econòmics, es va veure obligada a oferir sessions remunerades abans d'un retorn que va acabar vergonyosament el 1880.
El gener de 1880, Florence Corner (de soltera Cook) va celebrar una reunió pública a les instal·lacions de la British National Association of Spiritualists de Londres, on va materialitzar el seu nou "esperit principal", una nena de dotze anys anomenada "Marie". Dos estudiants d'Oxford, entre ells Sir George Sitwell, que havia vingut especialment per l'ocasió, van captar l'esperit materialitzat i així van revelar a l'audiència que en realitat era la mateixa mèdium, caminant de genolls. Aleshores van escriure una carta per informar a The Times mentre el Daily Telegraph llançava una campanya denunciant les manipulacions dels mèdiums que abusaven de la credulitat del públic.

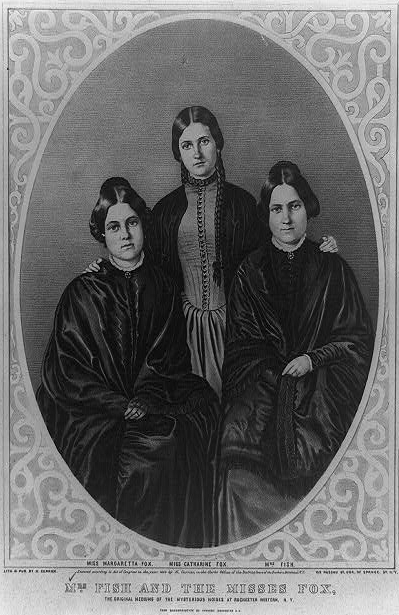
Les germanes Fox

Florence va intentar rellançar la seva carrera per darrera vegada amb una gran gira europea el 1899 (a París, Varsòvia i Berlín), sense gaire èxit., sent de nou posada en evidència. Una matrona madura no podia tenir el mateix efecte en el públic que una dona jove i bonica. Va continuar oferint algunes sessions de pagament a casa. Almenys sembla que, a diferència de Mary Rosina Showers o de les germanes Fox, no es va caure en l'alcoholisme.
En resum, la veritable carrera de Florence Cook com a mèdium de materialització total va ser curta: la primera meitat de la dècada de 1870. Tanmateix, va coincidir exactament amb l'onada i la moda d'aquest tipus d'espectacles. Florence Cook va ser alhora l'apogeu, l'estrella i el representant arquetípic de la materialització de l'esperit. Després d'ella, la moda va passar. Aquesta desaparició de les aparicions a través de mèdiums femenins també es va correspondre amb el desenvolupament de papers femenins respectables al teatre. Així, el nou drama, d'Arthur Wing Pinero per exemple, va oferir papers reals a actrius que podien interpretar dones que no qüestionant-se en el fons la moral victoriana. Així mateix, les cup and saucer comedies (comèdies de saló), primer de Thomas William Robertson i després de George Bernard Shaw, van tenir lloc en un entorn respectable on una actriu de les classes mitjanes sabia comportar-se, havent-hi estat educada per això. L'augment del nombre d'actrius de les classes mitjanes va tenir un efecte dominó: com més nombrós era, més respectable esdevenia la professió i com més respectable es feia la professió, més dones s'hi podien dedicar.

### Realitat dels fenòmens?
Es planteja la qüestió de la realitat dels fenòmens psíquics vinculats a Florence Cook. Totes les sessions de mèdiums plantegen aquesta qüestió, però és encara més aguda quan es tracta d'una materialització completa del tipus de "Katie King". Els partidaris de l'espiritisme creien que havien viscut fets reals. Els adversaris consideraven que tot era només un frau, no existint els fenòmens espiritistes. Afirmaven que els mèdiums eren lladres que actuaven a plena consciència amb l'ajuda de còmplices. Segons els testimonis de Jules Bois abans de la seva mort, i de Francis Anderson el 1949, Florence Cook els hauria revelat quan haurien estat amants que tots els seus fenòmens no havien estat més que estafes. En conseqüència, per als adversaris, els espectadors eren o bé còmplices ells mateixos, o bé idiotes totalment enganyats. S'ha suggerit, principalment per Trevor H. Hall al seu llibre The Spiritualists, sobre la relació entre Crookes i Cook, que els còmplices de Florence Cook podrien haver estat la seva germana petita Kate Selina o Mary Rosina Showers o ambdues, ja que totes dues eren presents en el moment dels experiments de Crookes, i fins i tot podia haver ajudat la cunyada Amelia Corner. Tanmateix, mai van ser desemmascarades. Molts il·lusionistes i prestidigitadors de la segona meitat del segle xix, com ara Jean-Eugène Robert-Houdin, Harry Houdini o John Nevil Maskelyne (avi de Jasper Maskelyne), reproduïen un cert nombre de manifestacions de mèdium.

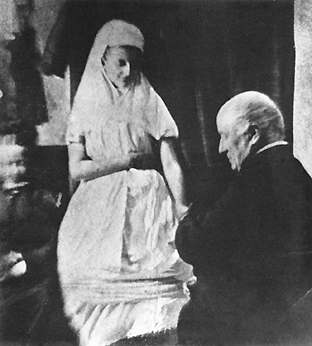
"Katie King" i el doctor James M. Gully prenent-li el pols.

Per a l'historiador Alex Owen, el debat ha d'anar més enllà de la qüestió del frau, conscient o inconscient, per part de la mèdium. La mediumnitat va ser una subversió del paper femení victorià, sempre jugant amb els límits borrosos del que era respectable. Oferia a les dones l'oportunitat de qüestionar una feminitat imposada i fixada per la moral. Era una mena de resistència a les normes socials. Les malalties mentals de Florence Cook (aleshores Corner) li van oferir una relativa llibertat. El paper de mèdium li va donar llavors un poder molt gran amb la direcció de les reunions parcialment públiques, a diferència del paper habitual de la dona submisa a casa. La passivitat que permetia la possessió per un esperit també oferia llibertat d'expressió i la possibilitat d'una conducta indecent. Aquí ve la qüestió del frau conscient o inconscient. La mèdium, apartada en el secret de la seva cabina fosca, va produir una materialització completa que va subvertir les regles de la respectabilitat. Al final de la sessió, la mèdium es trobava esgotada física i mentalment. Per als defensors de l'espiritisme, aquest esgotament era la prova de la despesa d'energia psíquica per a la materialització. Per a l'historiador Alex Owen, les manifestacions no eren esperits, sinó l'esperit reprimit de la jove expressant les seves frustracions morals i sexuals. Va entrar respectablement a la cabina fosca i van sorgir manifestacions que es permetien comportar-se amb més llibertat. Quan l'esperit materialitzat va ser agafat per un espectador que va revelar que en realitat l'esperit era la mèdium, l'angoixa mental i psicològica d'aquesta última va ser immensa. Tanmateix, els testimonis dels mèdiums desemmascarats conflueixen per mostrar una gran confusió mental en aquella època, una dissociació de l'ego equivalent al trastorn de la personalitat múltiple. Abans de nomenar-lo definitivament "Katie King", Florence Cook es va referir al seu esperit principal com "el meu doble". La mediumnitat es basa aquí en la hipòtesi dels diferents nivells de consciència expressats de vegades (en els casos més patològics) com a diferents personalitats.

## Mort
El 1891, Charles Blackburn, el seu protector, va morir sense deixar-li cap propietat, mentre que la seva germana, Kate Selina, i la seva mare eren esmentades en el testament. L'abril de 1904, Florence Cook al seu torn va morir, en una pobresa relativa, probablement a conseqüència d'una pneumònia. L'octubre de 1907, el seu marit es va tornar a casar amb la seva germana petita, Kate Selina.